# Josef Hlinomaz
Josef Hlinomaz (ur. 9 października 1914 w Pradze, zm. 8 sierpnia 1978 w Splicie) – czeski aktor, malarz i ilustrator.

## Życiorys
W 1940 roku ukończył Konserwatorium w Pradze. W latach 1948–1978 wystąpił w ponad 150 filmach i programach telewizyjnych. Zmarł na atak serca w Splicie.

## Wybrana filmografia
- 1952: Dumna królewna jako poborca podatków
- 1953: Anna proletariuszka jako brygadzista
- 1953: Wakacje z aniołem jako Jeřábek
- 1955: Psiogłowcy jako hajduk
- 1955: Orkiestra z Marsa jako puzonista Frantisek Šimáček
- 1956: Grubasku, wyjdź z worka jako nocny stróż
- 1956: Proszę ostrzej! jako referent ds. rekrutacji
- 1957: Dobry wojak Szwejk jako oberżysta Palivec
- 1958: Melduję posłusznie, że znowu tu jestem! jako Vaněk
- 1964: Lemoniadowy Joe jako Gripo
- 1967: Skradziony balon jako pirat
- 1967: Koniec agenta W4C jako agent
- 1968: Wszyscy dobrzy rodacy jako Frajz
- 1970: Piekielny miesiąc miodowy jako portier w instytucie
- 1970: Trup w każdej szafie jako Gogo
- 1975: Cyrk w cyrku jako Nikołaj, opiekun słonia
- 1975: Pod jednym dachem jako Makovec
- 1976: Jutro się policzymy, kochanie jako taksówkarz
- 1976: Trzydzieści przypadków majora Zemana (9. odcinek pt. Statek do Hamburga) jako Kluge